# Growing Up (Sloane's Song)
Growing Up (Sloane's Song) is een nummer van het Amerikaanse hiphopduo Macklemore & Ryan Lewis uit 2015, in samenwerking met de Britse muzikant Ed Sheeran.
Vlak voor de release liet Ed Sheeran al weten dat hij "een interessante samenwerking" was aangegaan en dat het nummer gratis te downloaden was. Macklemore schreef het nummer voor zijn dochter Sloane Ava Simone Haggerty. "Er is niets mooier dan het geluk dat je voelt als je een baby krijgt. Ze maakt mij gelukkiger dan ik ooit dacht te zijn. Ze is de liefde van mijn leven. Dit nummer is voor haar", aldus Macklemore. Het nummer bereikte enkel de hitlijsten in Nederland, waar het de 16e positie behaalde in de Tipparade.  